# Estado de Koror
Koror es el estado más grande de Palaos. Consiste en varias islas, siendo la más importante la isla de Koror (llamada isla Oreor) donde reside la mayor parte de la población. 

## Historia
El primer avistamiento de Koror, Babeldaob y Peleliu registrado por los occidentales fue realizado por la expedición española de Ruy López de Villalobos a finales de enero de 1543. En noviembre y diciembre de 1710 estas tres islas fueron nuevamente visitadas y exploradas por una expedición misionera española comandada por el sargento mayor Francisco Padilla a bordo del patache Santísima Trinidad.
Dos años más tarde fueron exploradas en detalle por la expedición del oficial naval español Bernardo de Egoy.  Formó parte de la Capitanía General de Filipinas, dependiente del Virreinato de Nueva España. En 1899 el territorio como el resto de Palos fue vendida por España a Alemania, paso a manos de Japón en 1919 y se convirtió en la capital del Mandato de los Mares del Sur. Posteriormente se convertiría en una posesión de Estados Unidos tras el final de la Segunda Guerra Mundial hasta la Independencia del país en 1994. El 7 de octubre de 2006, Ngerulmud sustituyó a Koror como capital de Palaos.

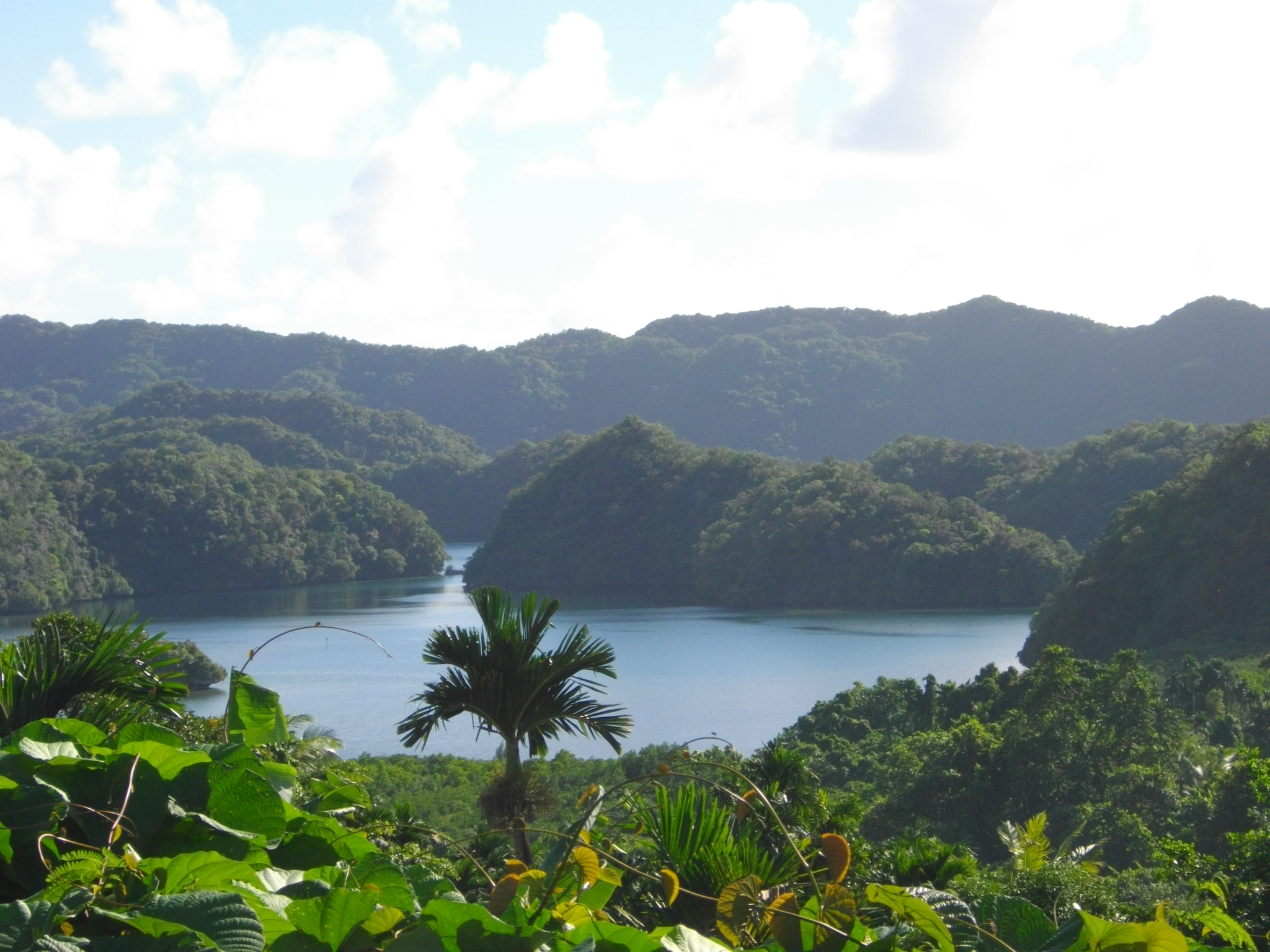
Bahía de Iwayama

## Geografía
El estado tiene una extensión de 65 km² y una población de 12.676 personas en el 2005, que representan alrededor del 65% de la población del país.
La capital del estado es la ciudad de Koror y es la ciudad más poblada del país. Tiene una población de 11.200 personas y fue la capital del país hasta agosto de 2006, cuando fue reemplazada por la ciudad de Ngerulmud.
El estado se divide administrativamente en trece aldeas:
- Madalai (2.207 hab.),
- Ngerchemai (1.871 hab.),
- Ngerbeched (1.534 hab.),
- Ngermid (1.196 hab.),
- Meyuns (1.153 hab.),
- Iebukel (1.065 hab.),
- Ngerkesoaol (933 hab.),
- Idid (722 hab.),
- Meketii (505 hab.),
- Ikelau (435 hab.),
- Ngerkebesang (427 hab.),
- Eang (353 hab.) y
- Dngerongel (275 hab.)

El estado de Koror administra como área incorporada a las Islas Chelbacheb (Islas Roca), en una de las cuales está situado el llamado lago de las Medusas.

### Clima
Koror presenta un clima de selva tropical según la clasificación climática de Köppen. La ciudad experimenta una extraordinaria cantidad de lluvias al año, con una media de unos 3.750 milímetros de precipitaciones anuales. Como ocurre en muchas zonas con este tipo de clima, las temperaturas se mantienen relativamente constantes a lo largo del año, con una media de 27 °C (81 °F).

## Transporte

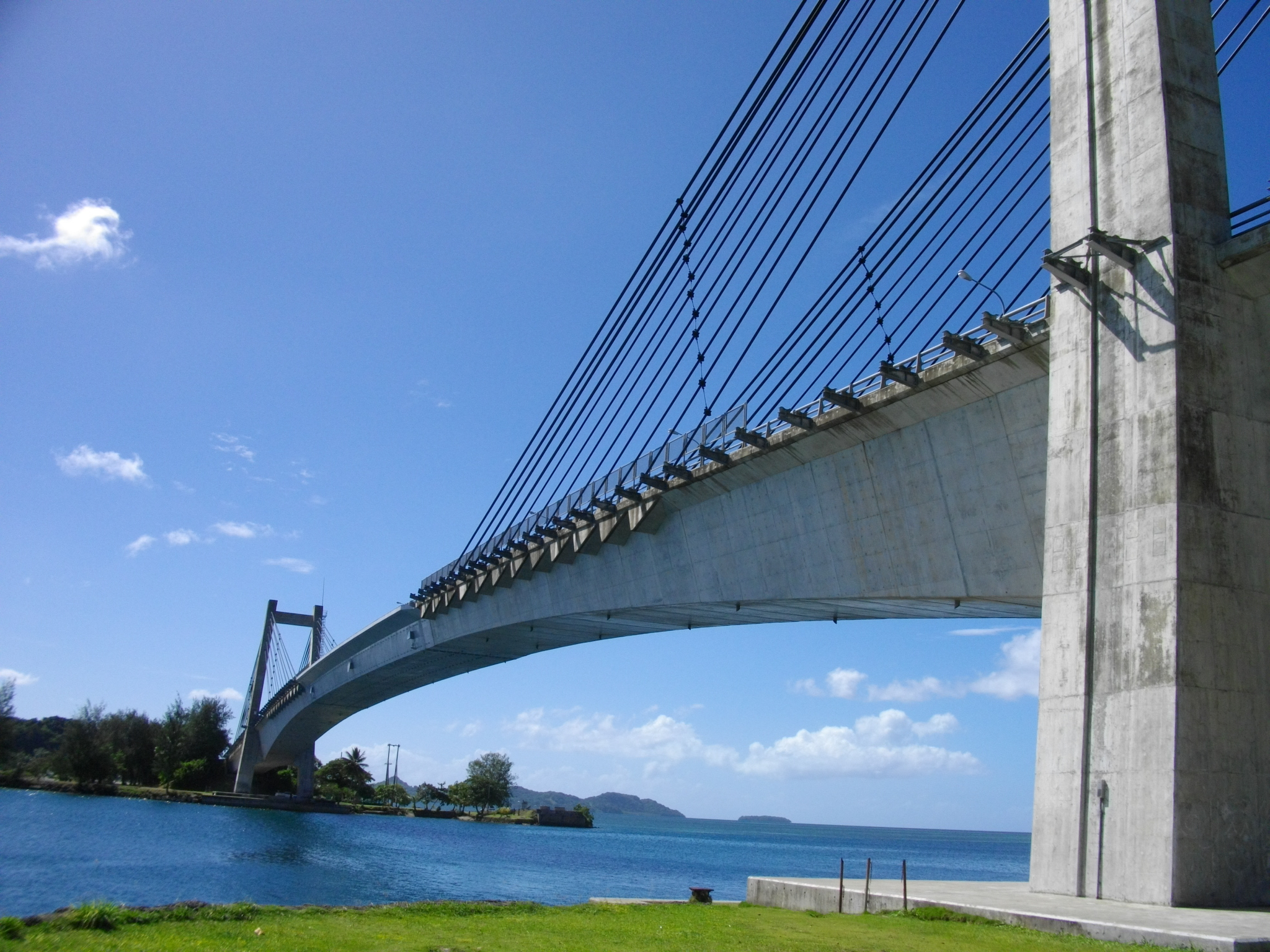
Puente de la Amistad Japón-Palaos

La isla de Koror está conectado por puentes a dos islas vecinas:
- Ngerekebesang, en donde se encuentra la segunda ciudad más poblada, Meyuns, con 1200 habitantes.
- Malakal, en donde se encuentra el puerto de Koror.

La isla de Koror también está conectada por puente a la isla de Babeldaob en el estado de Airai, donde se encuentra el Aeropuerto de Koror. Posee 22 hoteles turísticos y 8 moteles.

## Educación

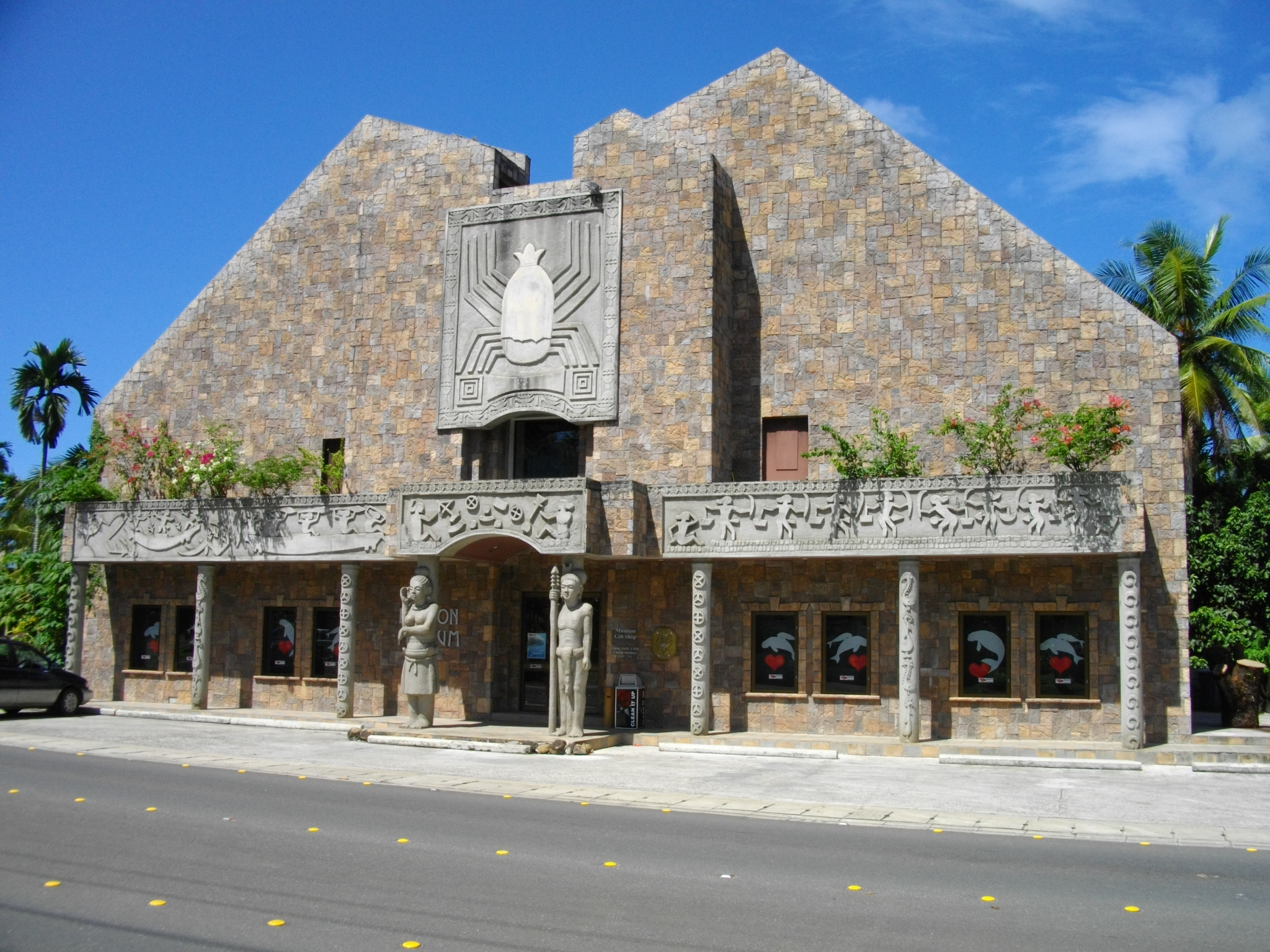
Museo Etpison

Las escuelas de Koror gestionadas por el Ministerio de Educación son las siguientes
- Escuela Secundaria de Palaos
- Escuela Primaria de Koror - Se inauguró en 1945 tras la Segunda Guerra Mundial. El edificio actual se inauguró en 1969, ya que el tifón Sally destruyó el anterior.
- Escuela Primaria George B. Harris en Koror oriental - Lleva el nombre de un miembro del Equipo de Registro de Tierras de Palau, y fue construida en 1964 para relevar a la Primaria de Koror.
- Escuela Primaria Meyuns en Meyuns - Fue construida hacia 1969 y ampliada en 1973. Se creó después de que el tifón Sally destruyera la escuela primaria de Koror, a la que acudían anteriormente los alumnos de Meyuns. La administración del Territorio Fiduciario de las Islas del Pacífico no estaba interesada en construir una escuela en Melyuns.

## Economía
Belau Air tiene su sede en Koror, al igual que la efímera Pacific Flier en 2010.

### Turismo

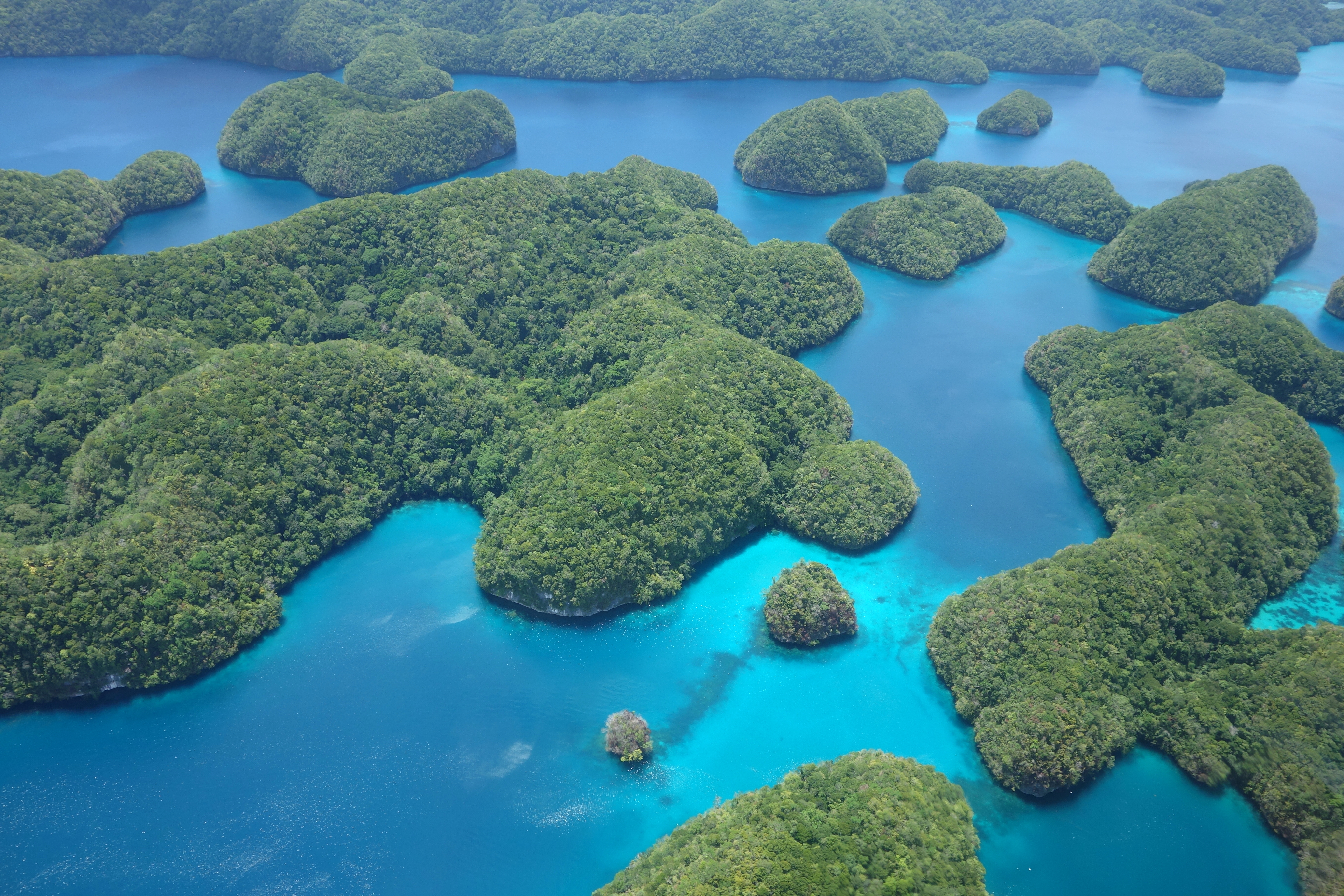
Las Islas Rock, forman parte del Estado de Koror

Gran parte de la economía de Palaos proviene del turismo. Las Islas Rock de Palaos se encuentran todas en el estado. En todo Koror hay tiendas e instalaciones de buceo. Existen alojamientos como hoteles, bares, restaurantes, cafeterías y complejos turísticos. Dolphins Pacific, el mayor centro de investigación de delfines del mundo, está abierto para los turistas que estén interesados en nadar e interactuar con delfines entrenados. La mayoría de los turistas que llegan a Palaos se alojan en Koror, que es el centro de los servicios de los complejos turísticos de Palaos y alberga las comodidades modernas. Koror cuenta con negocios que atienden a hablantes de muchos idiomas.
En 2001, la cárcel de Koror, el único centro penitenciario de Palaos, se ha convertido en un destino turístico gracias a los reclusos que crean y venden elaborados guiones gráficos de madera en un establecimiento situado en el recinto de la cárcel.
La cárcel consta de tres estructuras y está rodeada por una valla de malla metálica de dos metros y un muro de hormigón de dos metros.

## Gobierno y Política
El estado de Koror tiene su propia constitución además de un jefe ejecutivo elegido, llamado gobernador. El estado también tiene una legislatura elegida cada cuatro años. La población del estado elige a uno de los miembros de la Cámara de Delegados de Palaos.

## Deporte
Fue la ciudad que albergó el torneo de fútbol amistoso de los Juegos de la Micronesia 1998.